# Альнор, Карл
Карл Альнор (нем. Karl Alnor; 7 февраля 1891, Киль — 8 июня 1940, Франция) — немецкий преподаватель истории, профессор нацистского Колледжа педагогического образования в Киле; член НСДАП и Штурмовых отрядов (с 1933); брат гебитскомиссара Вальтера Альнора.

## Биография
Карл Алнор родился 7 февраля 1891 года в Киле; он окончил местную среднюю школу (в районе «Gaarden»), после чего — учился в Кильском университете, где в 1914 году защитил диссертацию по истории Фленсбурга и стал кандидатом исторических наук. 4 августа 1914 года он добровольно отправился на фронт Первой мировой войны в звании лейтенанта; в октябре 1914 года — в бою в районе Лангемарка в Западной Фландрии — он был тяжело ранен.
Карл Алнор закончил свою стажировку в Киле в 1919 году и стал преподавателем — занимал данный пост до 1933. В этот период он был близок к этноцентрической группе «Volks- und Kulturbodenforschung», занимавшийся исследованием геополитических проблем и вопросов социальной политики: его особенно интересовали пограничные вопросы и вопросы о национальных меньшинствах в Северном Шлезвиге. В июле 1933 года Алнор стал профессором немецкой истории, методологии преподавания истории и исследований границ (Professor für Deutsche Geschichte, Methodik des Geschichtsunterrichts und Grenzlandkunde) в Кильском педагогическом университете.
В 1933 году Алнор присоединился к Национал-социалистической немецкой рабочей партии и Штурмовым отрядам, затем он стал членом Национал-социалистического союза учителей. 11 ноября 1933 года он был среди более 900 ученых и преподавателей немецких университетов и вузов, подписавших «Заявление профессоров о поддержке Адольфа Гитлера и национал-социалистического государства». Алнор работал над книгой «Национал-социалистическая образовательная идея в школьном образовании» (Die nationalsozialistische Erziehungsidee im Schulunterricht) и написал два тома об уроках истории, а также — разработал учебный план для уроков истории в начальных школах. Вероятно, его программа была претворена в жизнь в университете в 1937 году. В рамках своей концепции, Алнор разделил немецкую историю на новые этапы, снабдив их такими заголовками-лозунгами как «Кровь и почва», «Раса, Пространство, Рейх» и так далее. С 1937 года Алнор, совместно с Карлом Морицем Александром Эдельманном (1891—1973), редактировал историко-дидактический журнал «Vergangenheit und Gegenwart» (Прошлое и Настоящее).
Будучи офицером запаса, Алнор в начале Второй мировой войны стал участником Французской кампании 1940 года: 8 июня он погиб во Франции.

## Работы
После войны в Советской зоне оккупации Германии три работы Алнора: «Сравнительные исторические данные за последние 50 лет для уроков национальной истории» (1934), «Уроки истории» (1935) и «Наследие и миссия Шлезвиг-Гольштейна» (1937) — были внесены в «Список изъятой литературы»:
- Johannes Schmidt-Wodder / Alnor, Karl. — Neumünster i. Holstein : K. Wachholtz, 1929.
- Das Minderheitenproblem im Unterricht / Alnor, Karl. — Kiel : W. G. Mühlau, 1928.
- Vergleichende Geschichtszahlen der letzten 50 Jahre für den völkischen Geschichtsunterricht (Zickfeldt, Osterwieck 1934).
- Geschichtsunterricht (Zickfeldt, Osterwieck 1935).
- Schleswig-Holsteins Erbe und Sendung (Runge, Berlin 1937).

## Семья
Карл Алнор являлся старшим братом Вальтера Альнора (1892—1972) — районного администратора (члена ландрата) в регионе Шлезвиг-Гольштейне как до, так и после Второй мировой войны; гебитскомиссара в Рейхскомиссариате «Остланд» (Лиепая в Латвии) с 1941 по 1943 год.